# Sinfónico
Sinfónico è un album in studio del gruppo musicale cileno Inti-Illimani con l'Orquesta Clásica de la Universidad de Santiago, pubblicato nel novembre 1999.

## Descrizione
Il disco contiene una selezione di brani, tutti appartenenti al repertorio del gruppo, eseguiti insieme alla Orquesta Clásica de la Universidad de Santiago diretta da Santiago Meza. I brani, come suggerisce il titolo del disco, sono stati tutti riarrangiati in chiave sinfonica e con una forte presenza dell'orchestra composta da una quarantina di elementi,
Il cuore del progetto risale al 1988, al tempo della rappresentazione della Cantata per Masaniello, quando Roberto De Simone, l'autore dell'opera, aveva arrangiato per orchestra due brani del repertorio degli Inti-Illimani, América novia mía e El aparecido. A partire dal 1997 gli Inti-Illimani iniziarono a fare dei concerti accompagnati da orchestre sinfoniche (tra le altre l'Orchestra e Coro del Teatro San Carlo di Napoli, l'Orchestra Sinfonica di Londra, la English Chamber Orchestra, la Grant Park Symphony Orchestra di Chicago, l'Orchestra sinfonica di Antofagasta) per poi arrivare all'incisione discografica di questo progetto.
Con l'eccezione dei due brani citati prima e di Canna austina, anch'essa arrangiata da Roberto De Simone, tutte le canzoni sono state orchestrate da José Miguel Tobar. Il testo di América novia mía appare qui con un testo leggermente modificato rispetto alle incisioni fatte in precedenza.
Il disco, registrato tra giugno e settembre 1999, è stato pubblicato in Cile in formato CD nel mese di novembre dello stesso anno dalla EMI Odeon Chile. 
Questo disco non è mai stato pubblicato in Italia.

## Tracce
1. El mercado Testaccio – 4:16 (Horacio Salinas)
2. América novia mía – 3:49 (Patricio Manns)
3. Medianoche – 4:15 (Horacio Salinas, Patricio Manns)
4. El corazón a contraluz – 6:18 (Horacio Salinas)
5. Danza – 5:52 (Horacio Salinas)
6. La fiesta de la Tirana (tradizionale) – 3:02
7. Sensemayá (canto para matar una culebra) – 3:31 (Horacio Salinas, Nicolás Guillén)
8. Canna austina – 9:23 (Roberto De Simone)
9. El aparecido – 3:54 (Víctor Jara)
10. El mercado Testaccio (fragmento) – 1:53 (Horacio Salinas)
11. Huañacagua – 2:29 (Horacio Salinas)

Durata totale: 48:42

## Formazione
- Jorge Coulón - sikus, tiple colombiano, dulcimer a martello, voce
- Horacio Salinas - chitarra, tiple colombiano, cajón peruviano, voce
- Horacio Durán - charango
- Jorge Ball - cuatro venezuelano, flauto traverso, ottavino,  quena, sikus, maracas, voce
- Marcelo Coulón - flauto traverso, ottavino, quena, voce
- Daniel Cantillana - violino, sikus, voce
- Efrén Manuel Viera - clarinetto, percussioni

### Collaboratori
- Antonio Larrea - fotografie
- Pedro Cano - disegno di copertina